# Shaker (programma televisivo)
Shaker, che ha per sottotitolo Videococktail, è stato un programma televisivo italiano andato in onda per una edizione e 9 puntate su Rai 2 dal 31 marzo al 30 giugno 1985.

## Caratteristiche
Diretto da Vito Molinari e condotto da Renzo Montagnani (che figura anche tra gli autori) e Daniela Poggi il programma era un varietà sullo stile del contenitore televisivo, dove parteciparono come ospiti fissi Silvan (nei numeri di magia) e Franco Rosi (nelle imitazioni, tra gli altri, di Jader Jacobelli, Ugo Zatterin e Ruggero Orlando), e come ospiti saltuari per tre puntate ciascuno Tognella (Armando Russo), I Cavernicoli e La Tresca, formato da Silvio Vannucci, Giampaolo Fabrizio e Liliana Eritrei.
Montagnani ripropose il personaggio di Don Libero (detto Fumino), già presentato due anni prima in Ci pensiamo lunedì, mentre Daniela Poggi curava una rubrica intitolata Dimensione donna.

## Sigla
La sigla della trasmissione era Cielo, brano in stile italo disco, cantata da Daniela Poggi.